# Sternotomis virescens
Sternotomis virescens es una especie de escarabajo longicornio del género Sternotomis, subfamilia Lamiinae. Fue descrita científicamente por Westwood en 1844.
Se distribuye por Angola, Camerún, Benín, Gabón, Ghana, Sierra Leona, Togo y República Democrática del Congo. Posee una longitud corporal de 18-36 milímetros. El período de vuelo de esta especie ocurre únicamente en el mes de julio.
Parte de su alimentación se compone de plantas de las familias Euphorbiaceae, Moraceae y Rubiaceae.